# Avro Canada CF-100 Canuck
Avro Canada CF-100 Canuck (vzdevek Clunk) je bil dvomotorni podzvočni prestreznik/lovec, ki so razvili pri podjetju Avro Canada. CF-100 je edini kanadski lovec, ki je bil serijsko proizvajan. Poleg Kanadskih letalskih sil so ga uporabljale tudi Belgijske letalske sile.  
Canuck je imel možnost vzleta s kratkih stez in hitrega vzpenjanja. 

## Specifikacije (CF-100 Mk 5)
Splošne karakteristike
- Posadka: 2, pilot in navigator
- Dolžina: 16,5 m (54 ft 2 in)
- Razpon kril: 17,4 m (57 ft 2 in)
- Višina: 4,4 m (14 ft 6 in)
- Površina kril: 54,9 m² (591 ft²)
- Teža praznega letala: 10500 kg (23100 lb)
- Naložena teža: 15170 kg (33450 lb)
- Maks. vzletna teža: 16329 kg (36000 lb)
- Pogon letala: 2 × Avro Canada Orenda 11 turboreaktivni motor, 32,5 kN (7300 lbf) vsak

 Zmogljivost 
- Maks. hitrost: 888 km/h (552 mph)
- Doseg: 3200 km (2000 milj)
- Višina leta: 13700 m (45000 ft)
- Hitrost vzpenjanja: 44,5 m/s (8750 ft/min)
- Obremenitev kril: kg/m² (lb/ft²)
- Razmerje potisk/teža: 0,44